# Ctenopterella cornigera
Ctenopterella cornigera är en stensöteväxtart som först beskrevs av Bak., och fick sitt nu gällande namn av Barbara S. Parris. Ctenopterella cornigera ingår i släktet Ctenopterella och familjen Polypodiaceae. Inga underarter finns listade.